# Baggasagodu, Mudigere
Baggasagodu là một làng thuộc tehsil Mudigere, huyện Chikmagalur, bang Karnataka, Ấn Độ.